# Robert Schurrer
Robert Schurrer, född 24 mars 1890 i Vesoul i Haute-Saône, död 27 november 1972 i Strasbourg, var en fransk friidrottare.
Schurrer blev olympisk silvermedaljör på 4 x 400 meter vid sommarspelen 1912 i Stockholm.